# Bornholms

Locatie Bornholm

Bornholms is een officieel dialect van het Deens, dat op het eiland Bornholm wordt gesproken.
Bornholms is een Oostdeens dialect, dat wil zeggen dat het het dichtst bij het Deens staat zoals dat in Skåne wordt gesproken (en dat in steeds hogere mate door het Zweeds wordt beïnvloed).
Omdat het Bornholms als Noords (Noord-Europees) dialect wordt gezien, heeft de Deense regering het de status van minderheidstaal verleend. Via "borger.dk" wordt sinds 24 februari 2011 hulp geboden in het Bornholms
Binnen het Bornholms zijn meerdere dialecten te onderscheiden. In Rønne spreekt men Rønnefint, wat eigenlijk wil zeggen dat men netjes Deens spreekt met de bekende Bornholmse zangerige uitspraak. In Noord-Bornholm spreekt men een meer door het Zweeds beïnvloede variant van het Bornholms. Enig verschil in de woordenschat kan dan hier ook worden aangetroffen (Allinge, Gudhjem). In het oosten spreekt men het Oost-Bornholms (Nexø, Svaneke). De Boerenbevolking spreekt een "zwaarder" dialect (het eigenlijke Bornholms).

## Woordenschat
Het dialect heeft naast leenwoorden uit het Duits, Nederlands en Frans ook veel eigen woorden. Daarnaast kent het Bornholms, in tegenstelling tot het Rijksdeens (Rigsdansk), veel verouderde woorden (archaïsmen) uit het Oud-Noords. Deze omstandigheid is terug te voeren op de geïsoleerde ligging van het eiland.

## Uitspraak
In tegenstelling tot het Deens, dat vloeiend en haast monotoon gesproken wordt, is het Bornholms zangeriger, zoals we dat kennen van het Zweeds. Bornholms is een van de dialecten die door Denen van elders het moeilijkst verstaan wordt. Zij zullen het dan ook als een zelfstandige taal aanduiden, verwijzend naar de definitie van een taal als de som van verschillende dialecten die onderling verstaanbaar zijn. Deze grens tussen dialect en taal is echter subjectief. Een Noor en een Zweed verstaan het Bornholms vaak beter dan een Deen.

## Geschiedenis
Gezien het feit dat Bornholm weinig invloeden van buitenaf heeft ondergaan, is het niet verwonderlijk dat de taal eeuwenlang niet veel is veranderd. Gedurende de laatste 60 jaar is het Bornholms zijn dominante positie op het eiland aan het verliezen, zeker bij de jongere generatie, die grotendeels de Kopenhaagse variant van het Rigsdansk spreekt.
De organisatie KulturBornholm die het als haar opgave ziet de Bornholmse cultuur te behouden en te propageren, heeft zich met succes ingezet om de taal in stand te houden. KulturBornholm heeft bijvoorbeeld een boek van Arne Ipsen uitgegeven. Het boek Bâgarahorrinjs Âria werd voorzien van een cd, waarop de tekst in het Bornholms was ingesproken. Daarnaast heeft de organisatie ervoor gezorgd dat op Danmarks Radio en TV2 Bornholm uitgebreide programma's in het Bornholms worden gepresenteerd. Het programma 'Sprogblomster' bijvoorbeeld, dat door "TV2|Bornholm" wordt uitgezonden, is een raadspelletje, waar veel van de te raden woorden door de Bornholmse bevolking worden ingezonden. KulturBornholm heeft daarnaast DR Bornholm ertoe geïnspireerd om één dag per jaar de uitzendingen volledig in het Bornholms te verzorgen.
KulturBornholm heeft een taalprijs ingesteld die elk jaar wordt toegekend aan een bekende Bornholmer.
- 2006 - Leif Henriksen
- 2007 - Niels Jørgen Riis (operazanger)
- 2008 - H. V. Jørgensen (majoor)
- 2009 - Kusk Henning Sorth, Thomas Jensen en Evan Olsen
- 2010 - genomineerd: Jens Brandt (vroegere ambts-burgemeester)
- 2013 - Henning Larsen en Tino Bjerregaard

## Voorbeelden
| Artikel                        | Bornholms | Deens    | Zweeds    | Nederlands |
| ------------------------------ | --------- | -------- | --------- | ---------- |
| onbepaald mannelijk enkelvoud  | ejn horra | en dreng | en pojke  | een jongen |
| onbepaald vrouwelijk enkelvoud | en peia   | en pige  | en flicka | een meisje |
| onbepaald onzijdig enkelvoud   | et húz    | et hus   | et hus    | een huis   |
| bepaald mannelijk enkelvoud    | horrijn   | drengen  | pojken    | de jongen  |
| bepaald vrouwelijk enkelvoud   | peian     | pigen    | flickan   | het meisje |
| bepaald onzijdig enkelvoud     | húzed     | huset    | huset     | het huis   |
| bepaald mannelijk meervoud     | horrana   | drengene | pojkarna  | de jongens |
| bepaald vrouwelijk meervoud    | peijarna  | pigerne  | flickorna | de meisjes |
| bepaald onzijdig meervoud      | húzen     | husene   | husen     | de huizen  |

### Telwoorden
| Hoofdtelwoord | Bornholms   | Deens   | Zweeds  | Rangtelwoord | Bornholms        | Deens     | Zweeds     |
| ------------- | ----------- | ------- | ------- | ------------ | ---------------- | --------- | ---------- |
| 1             | en          | en      | en      | 1.           | fårsta/fåsta     | første    | första     |
| 2             | to          | to      | två     | 2.           | an(d)ra          | anden     | andra      |
| 3             | tre         | tre     | tre     | 3.           | treðe (, treðje) | tredje    | tredje     |
| 4             | fira        | fire    | fyra    | 4.           | fjære            | fjerde    | fjärde     |
| 5             | fæm         | fem     | fem     | 5.           | fæmte            | femte     | femte      |
| 6             | sajs (sæks) | seks    | sex     | 6.           | sjæte            | sjette    | sjätte     |
| 7             | sju         | syv     | sju     | 7.           | sjuene           | syvende   | sjunde     |
| 8             | åta         | otte    | åtta    | 8.           | åtene            | ottende   | åttonde    |
| 9             | ni          | ni      | nio     | 9.           | niene            | niende    | nionde     |
| 10            | ti          | ti      | tio     | 10.          | tiene            | tiende    | tionde     |
| 11            | æleva       | elleve  | elva    | 11.          | ælvute           | ellevte   | elfte      |
| 12            | tal         | tolv    | tolv    | 12.          | talte            | tolvte    | tolfte     |
| 13            | trætan      | tretten | tretton | 13.          | trætene          | trettende | trettonde  |
| 14            | fjaurtan    | fjorten | fjorton | 14.          | fjaurtene        | fjortende | fjortonde  |
| 15            | fæmtan      | femten  | femton  | 15.          | fæmtene          | femtende  | femtonde   |
| 16            | sajstan     | seksten | sexton  | 16.          | sajstene         | sekstende | sextonde   |
| 17            | søtan       | sytten  | sjutton | 17.          | søtene           | syttende  | sjuttonde  |
| 18            | atan        | atten   | arton   | 18.          | atene            | attende   | artonde    |
| 19            | nøtan       | nitten  | nitton  | 19.          | nøtene           | nittende  | nittonde   |
| 20            | kyve        | tyve    | tjugo   | 20.          | kyvene           | tyvende   | tjugonde   |
| 30            | træðua      | tredive | trettio | 30.          | træðevte         | tredivte  | trettionde |

### Voorbeeldzinnen
| Bornholms                            | Deens                                                   | Nederlands                                              |
| ------------------------------------ | ------------------------------------------------------- | ------------------------------------------------------- |
| God awtan liden Elna, gods fredd     | God aften, lille Elna, guds fred                        | Goedenavond, kleine Elna, Gods vrede                    |
| God awtan, min deilia rosa!          | God aften, min dejlige rose!                            | Goedenavond, mijn heerlijk roosje!                      |
| Ad gubbajn hajn vill freia, jâ vedd; | At gubben vil fri, ved jeg                              | Dat die grijsaard wil trouwen, weet ik                  |
| Men toustuijn, vastu jo tosa.        | Men tog du ham, var du jo en tosse                      | Maar als je hem nam, zou je gek zijn                    |
| Te öfröl ded lakkar vell snarara, du | Til gravøl lakker det nok snarere, du                   | Je zou eerder naar een begrafenisfeest gaan, jij        |
| En konna - ded bler nokk for sijlla  | En kone - det bliver nok for silde                      | Een echtgenote - daarvoor is het waarschijnlijk te laat |
| Men jâ går å stjärnar på piblana nu, | Men jeg går og kigger på pigerne nu,                    | Maar ik ga en kijk naar de meisjes nu,                  |
| Forr jâ e nå nu så vijlla.           | For nu er jeg næsten i stand dertil (til at gifte mig). | Want ik ben haast klaar om te trouwen.                  |
| Hvad, liden Elna,                    | Hvad, lille Elna,                                       | Wat, kleine Elna,                                       |
| Hvad, min deilia rosa?               | Hvad, min dejlige rose?                                 | Wat, mijn heerlijk roosje?                              |

### Voorbeelden
| Bornholms                 | Deens              | Zweeds    | Nederlands                   |
| ------------------------- | ------------------ | --------- | ---------------------------- |
| bella                     | børn               | barn      | kinderen                     |
| fiska                     | fiske              | fiskar    | vissen                       |
| gjår                      | hegn/stengærde/Gør | staket    | omheining, stenen muur, doen |
| jylkat                    | pindsvin           | igelkott  | egel                         |
| Pibla                     | Piger              | flicka    | meisjes                      |
| prøva                     | prøve              | pröva     | proberen, verzoeken          |
| pæng-a                    | penge              | pengar    | geld                         |
| sjilt                     | skilt              | skylt     | schild                       |
| tjovl                     | kjole              | klänning  | kleed                        |
| Tjør!                     | Kør!               | Kör!      | Rijden!                      |
| Tjøvenhavn                | København          | Köpenhamn | Kopenhagen                   |
| tov                       | tog                | tog       | nemen                        |
| tåg (g wordt beklemtoond) | tog                | tåg       | trein                        |
| vaejta                    | vinke              | vinka     | winken                       |

| Bornholms (in fonetisch schrift) | Deens | Nederlands |
| ˈlɛːjˌsteːniɲ ... ˈdeː sɔn iɲ ˈstoːʁ ˈflɑːðɐ ˈsteːn dɛɲ e ˈtʰʁeː ˈɡɔŋːa sɔ ˈstoːʁ sɔm ˈboːʁəð ˈhɛːʁ vɛl - ɔ dɛɲ ˈlidʑəʁ veːʁ ˈvɛːɲ sɔm ˈkʰɔmːəʁ ɔwːəʁ fʁɔ ˈkʰliːnby ɔ gɔʁ ˈɔwːəʁ imoð ˈkʰoːdɑːl tʰeː - ɔ dɛːʁ ˈdʑikʰ jo ˈalsɔ ˈsawnəð i ˈɡamla ˈdɑː - fɔʁ ˈkʰliːnbyˌboːʁna di ˈhøːʁə meː tʰe ˈibskəʁ ˈsɔwn ɔ ˈibskəʁ ˈtɕɛʁkʰə sɔ ˈnɔʁ di ˈdœː di ˈskʰolːe hɑː ˈbɔːʁan tʰe ˈibskəʁ sɔ ˈbɑːʁ di ˈdɛɲ pʰɔ ˈsɔn e ˈbɛːʁiɲə - ɔ sɔ ˈviːlaða di ˈdɛːʁ pʰɔ - pʰɔ ˈlɛːjˌsteːniɲ - ɔ sɔ ˈhɑːð di jo ˈmɑːð i ˈkʰɔʁːiɲ - ˈbʁɛɲevinsˌflaskəʁ ˈmeː sɛˈfølːi - di ˈskʰolːə ˈhɑ dɔm en ˈsyːpʰ ɔ ˈstɔʁtɕa dɔm ˈpʰɔː ɔ sɔ ˈvɑːŋkʰaðː di ˈviːðəʁa fɔʁ di ˈmɔtʰːe jo ˈentʰə ˈsɛtʰːa ˈtɕiːstan pʰɔ ˈjoːʁən - mæŋ kʰu jo ˈtʰʁoːˀ æ d̥i ˈɔnʌˌjoɐ̯ˀd̥isɡ̊ə hʌl ˈtˢe pʰɔ ˈsʌn ˈsd̥ɛːð̞ɐ ... jaː ˈsɔ - de ˈdʑoːʁə di - di ˈɡamla, di ˈtʰʁoːdə jo pʰɔ ˈde dɛʁ sɔm, ja ˈde ˈdʑoːʁə di - ɔ ˈde - ˈʁakʰːaʁiɲ haɲ ˈboːdə jo ˈaltʰi dɛʁˈuːdə - de ˈva jo ˈhanːəm sɔm ˈflɔːðə di ˈsɛːlˌdœː ˈkʰʁaːjtʰuʁn ɔ ˈslajtʰaða ˈhɛsta ɔ ˈsɑːn ˈnɑːð - haɲ ˈmɔtʰːe jo 'entʰə ˈboː pʰɔ ˈiɲmaːʁkʰən haɲ ˈskʰolːə ˈboː pʰɔ ˈløŋiɲ - haɲ ˈhaðːə ˈsɔnːən ˈɡamːəl ˈlønɡˌhyːtʰa dɛːʁˈuːde - ˈfɑʁ haɲ kʰuɲe ˈhɑwsa-əð ˈsɑː haɲ - ˈvestə ˈvɔʁ haɲ ˈhaðːe ˈboːtʰ - ɔ - ˈsɔ nɔʁ haɲ ˈdʑikʰ tʰe ˈaltʰəʁs sɔ ˈmɔtʰːə haɲ ˈentʰə ˈdʁekʰːa - fɔ ˈdɛɲ ˈɡɔŋiɲ ˈdʁɔkʰ di jo idɔː ˈsamːa ˈbɛːɡəʁəð ˈaʎːe ˈjo mɛn ˈhaːɲ skʰolːə ˈdʁekʰːa uːð a ˈfoːdiɲ pʰɔ ˈbɛːɡəʁəð - haɲ mɔtʰːə ˈentʰə ˈdʁekʰːa pʰɔ ˈde dɛːʁ haɲ vaː jo ... ˈuˌʁɛːˀn ... ˈja haɲ va ˈuˌʁeːn ˈja - sɔ ˈnɑːʁ haɲ ˈkʰɔm tʰe ˈswɑːnikʰa iɲ ˈɡɔnɡ ɔ skʰolːe ˈhanla - ˈsɔ - ɔ ˈdɛɲ ˈɡɔnɡiɲ ˈfitɕ di jo ˈdʑɛʁn ˈaltʰi en ˈsnapʰs nɔʁ di kʰɔm ˈiɲ tʰe ˈtɕøˌmaːɲ ɔ skʰulːe ˈhanla ˈjoː - sɔ ˈkʰɔm jo ˈdɛɲ dɛːʁ - ˈsɔn - ˈʁakʰːaʁiɲ ˈɑw ja - ɔ sɔ - ˈva di ʃɛːɲtʰe jo bɑːʁa i de ˈsamːa ˈɡlɑːzəð tʰe ˈaʎːəsamːəna ˈjoː - ɔ sɔ - haːɲ fitɕ jo en ˈsyːpʰ ɔ dɔ skʰolːə dɛɲ ˈnɛsta ˈhɑː - ˈdɛfɔ sɑ haɲ ˈsɔː ˈjɑ skʰal vɛl fɔ ˈdɛːwliɲ ˈitɕe ˈdʁekʰːa idɔ ˈde ˈɡlɑːzeð sɔm ˈhaɲ ha ˈdʁɔkʰːəð iˈdɔː | Ligstenen ... det er sådan en stor, flad sten, den er tre gange så stor som bordet her, vel. Og den ligger ved vejen som kommer ovre fra Klinteby og går over imod Kodal til. Og der gik jo altså sagnet i gamle dage - for Klintebyboerne, de hørte med til Ibsker sogn og Ibsker Kirke, så når de døde, de skulle blive båret til Ibsker, så bar de den på sådan en bærer. Og så hvilede de dér på - på Ligstenen. Og så havde de jo mad i kurven, brændevinsflasker med, selvfølgelig. De skulle jo have sig en slurk at styrke sig på. Og så vandrede de videre, for de måtte jo ikke sætte kisten på jorden. Man kunne jo tro at de underjordiske holdt til på de steder... Ja - det gjorde de, de gamle troede på det der, som - ja det gjorde de. Og det – rakkeren, han boede jo altid derude. Det var jo ham som flåede de selvdøde kreaturer og slagtede heste og sådan noget - han måtte jo ikke bo på indmarken, han skulle bo på lyngen. Han havde sådan en gammel lynghytte derude. Far, han kunne huske det, sagde han - vidste hvor han havde boet. Og - så når han gik til alters, så måtte han ikke drikke - for den gangen drak de jo af samme bæger, alle sammen, men han skulle drikke af foden på bægeret - han måtte ikke drikke på det der, han var jo ... uren ... ja, han var uren, ja. da han kom til Svaneke en gang og skulle handle - så - og dengang fik de jo gerne altid en snaps når de kom ind til købmanden og skulle handle. Så kom der jo den der - sådan rakker og ja - og så - hvad, de skænkede jo bare i det samme glas til alle sammen. Og så - han fik jo en slurk, og så skulle den næste have. Derfor sagde han så: "Jeg skal fandme ikke drikke af det glas som han har drukket af." | De lijksteen ... is een soort platte steen, drie maal zo groot als deze tafel hier, hè. En het ligt bij de weg die van Klinteby afkomt en overgaat in de weg naar Kodal. En er is de legende uit de oude dagen - de Klintebynaren hoorden bij de Ibsker parochie en Ibsker Kirke, dus wanneer die stierven, moesten ze naar Ibsker worden gedragen, zo droegen ze die op zo een drager. En zo rustten ze daar op - op de Lijksteen. En zo hadden ze natuurlijk voedsel in een mand en flessen brandewijn mee, uiteraard. Die moesten een slok hebben natuurlijk, om zich te sterken. En dan wandelden ze verder, want die mochten de kist niet op de grond zetten. Je zou natuurlijk kunnen geloven dat de onderaardse gedaanten daar bijeen waren... Ja - dat deden ze, die oudjes geloofden in die dingen - Ja dat deden ze. En die - de paardenslager, leefde daar, weet je. Hij was degene die het gestorven vee vilde en paarden slachtte en zo - hij mocht namelijk niet op het veld wonen, hij moest op de heide wonen. Hij had zo een oude heidehut daar. Vader, hij kon zich dat herinneren, zei hij - wist waar hij woonde. En - dus wanneer hij naar het altaar ging, dan mocht hij niet drinken - want toen dronken ze uit dezelfde beker, allen te samen, maar hij moest uit de voet van de beker drinken - hij mocht niet daarvan drinken, hij was dus ... onrein ... Ja, hij was onrein, ja. Een keer toen hij in Svaneke moest inkopen - zo - en toen kregen ze graag een borreltje als ze bij de koopman kwamen inkopen. Zo kwam het dus dat daar, zo'n paardenslager ja - en zo - wat dan, die schonken maar in hetzelfde glas voor iedereen. En zo - hij nam natuurlijk een slok, en toen moest de volgende hebben. Daarom zei die zo: "Ik zal verdomme niet drinken uit het glas waar hij uit heeft gedronken." |

Interview met een inwoner uit Ibsker. De informant is in 1906 geboren, en de tekst is ingesproken in 1973. - Statsbiblioteket & Aarhus Universitets biblioteker.